# 自由号
自由号是美國海軍的一艘间谍船，该船于1945年5月4日投入使用。1963年由美國海軍接管。第三次中东战争期间，以色列國防軍誤以為該船只是一艘埃及船只，於是攻擊自由號，釀成自由號事件。   由于自由號受損严重，无法修复，1973年，船只報廢，船體被出售。